# Трёхцилиндровый двигатель

Схема работы наиболее распространённого среди всех 3-цилиндровых поршневых ДВС, 4-тактного рядного двигателя

Трёхцилиндровый двигатель — поршневой двигатель внутреннего сгорания с тремя цилиндрами. По расположению цилиндров может быть рядным, V-образным и W-образным. Равномерность работы при двухтактном цикле обеспечивается сдвигом циклов работы каждого цилиндра на 120° угла поворота коленвала, при четырёхтактном цикле — на 240°.

## Рядный3-цилиндровый двигатель
Независимо от тактности такой двигатель имеет четырёхопорный коленвал с тремя кривошипами, развёрнутыми относительно друг друга на 120°. Шатуны каждого цилиндра устанавливаются на индивидуальных шатунных шейках своего кривошипа. Порядок работы цилиндров 1-2-3 (либо обратный 1-3-2).
Двигатель уравновешен по силам инерции первого и второго порядков и не уравновешен по моментам от них и по моменту от центробежных сил. Для компенсации момента от сил инерции первого порядка обычно применяют единственный балансирный вал, вращающийся с частотой коленвала. Также имеются двигатели без балансирного вала, вибрации которых по замыслу конструкторов должны компенсироваться опорами силового агрегата и диапазоном работы вне резонансных частот вращения. Моменты, действующие на рядный 3-цилиндровый двигатель. Образец кривошипно-шатунного механизма с балансирным валом.
Бензиновый двигатель применяется на мотоциклах, на автомобилях A-класса, B-класса и C-класса. Дизельный двигатель применяется на небольших тракторах и в стационарных установках. На 2021 год в мировом автопроме имеется тенденция замены четырёхцилиндровых двигателей объёма до 1500 см³ трёхцилиндровыми.

## V-образный3-цилиндровый двигатель
Схема предполагает два цилиндра в одном ряду и один цилиндр в другом ряду. Какие-либо общие технические решения по двигателям такого типа отсутствуют. Например, двухтактные двигатели гоночных мотоциклов Honda класса MotoGP имели развал 90° и 112°; их коленвал был четырёхопорным, а все его кривошипы лежали в одной плоскости и были направлены в одну сторону. Пример двигателя, конструкция коленвала.
Редкий тип двигателя, конструкция которого может быть объяснена только компоновочными соображениями, актуальными только для мотоциклов. Известные носители: гоночный мотоцикл Honda NS500, спортивный мотоцикл Honda MVX250F, дорожный мотоцикл DKW RM350.

## W-образный3-цилиндровый двигатель
Схема предполагает три цилиндра, расположенные в одной плоскости, перпендикулярной оси коленвала. Независимо от тактности такой двигатель имеет двухопорный коленвал с одним кривошипом под три шатуна, крайние из которых прицепные к центральному. Известные разработки: авиадвигатель малой авиации Anzani W3, двигатель мотоцикла Feuling W3.